# O (kana)

O w hiraganie

O w katakanie

O – piąty znak japońskich sylabariuszy hiragana (お) i katakana (オ). Reprezentuje on samogłoskę półprzymkniętą tylną zaokrągloną (nieco bardziej zaokrąglone polskie o) i jest jednym z pięciu znaków kana reprezentujących samogłoski. Pochodzi bezpośrednio od znaków kanji 於 (obydwie wersje).
Znak お w zapisie hiraganą może służyć jako przedłużenie samogłoski w sylabach kończących się na -o, ale jedynie w wyrazach o wymowie czysto japońskiej (kun’yomi). W zapisie słów pochodzenia chińskiego (on’yomi) do przedłużenia tej samogłoski służy znak う (u). オ jest w katakanie traktowane podobnie, choć zwykle do przedłużeń samogłosek używa się znaku ー, bądź ウ. W katakanie występuje również mniejsza wersja tego znaku (ォ), służąca głównie do utworzenia sylab niewystępujących w języku japońskim np. フォ (fo).